# Acate
Acate er en italiensk by (og kommune) i regionen Sicilien i Italien, med omkring 10.576(2023) indbyggere.  